# Cấp số cộng
Trong toán học, một cấp số cộng hay dãy số cách đều (tiếng Anh: arithmetic progression hoặc arithmetic sequence) là một dãy số thoả mãn điều kiện hai phần tử liên tiếp nhau sai khác nhau một hằng số hay khoảng cách. Chẳng hạn, dãy số 3, 5, 7, 9, 11,... là một cấp số cộng với các phân tử liên tiếp sai khác nhau hằng số 2.
Hằng số sai khác chung được gọi là công sai của cấp số cộng. Các phần tử của nó cũng được gọi là các số hạng.
== Số hạng tổng quát 
Nếu cấp số cộng khởi đầu là phần tử {\displaystyle a_{1}} và công sai là d, thì số hạng thứ n của cấp số cộng được tính theo công thức:
{\displaystyle \ a_{n}=a_{1}+(n-1)d.}

## Tổng
Tổng của n số hạng đầu của cấp số cộng được gọi là tổng riêng thứ n. Ta có:
{\displaystyle S_{n}=a_{1}+a_{2}+\dots +a_{n}={\frac {n(a_{1}+a_{n})}{2}}={\frac {n[2a_{1}+(n-1)d]}{2}}.}
Khi chứng minh công thức này, tổng riêng này được tách thành tổng của a1an, của a2 với an-1,... Một câu chuyện kể rằng Carl Gauss đã tìm ra cách này khi học tiểu học để trả lới thầy giáo khi tính tổng của 100 số tự nhiên dương đầu tiên.
Chứng minh:
{\displaystyle S_{n}=a_{1}+a_{1}+d+a_{1}+2d+\dots \dots +a_{1}+(n-2)d+a_{1}+(n-1)d}
{\displaystyle S_{n}=a_{n}-(n-1)d+a_{n}-(n-2)d+...+a_{n}-2d+a_{n}-d+a_{n}}
{\displaystyle \Rightarrow 2S_{n}=n(a_{1}+a_{n})}
{\displaystyle \Rightarrow S_{n}={\frac {n(a_{1}+a_{n})}{2}}}.
{\displaystyle \Rightarrow S_{n}={\frac {n[2a_{1}+(n-1)d]}{2}}}.

## Tích
Tích của n phần tử của cấp số cộng bắt đầu từ phần tử {\displaystyle a_{1}} với công sai {\displaystyle d}, với {\displaystyle n} số hạng là
| {\displaystyle a_{1}a_{2}\cdots a_{n}} | {\displaystyle =a_{1}(a_{1}+d)(a_{1}+2d)...\left[(a_{1}+(n-1)d\right]}                                                                                          |
|                                        | {\displaystyle =d^{n}\left({\frac {a_{1}}{d}}\right)\left({\frac {a_{1}}{d}}+1\right)\left({\frac {a_{1}}{d}}+2\right)...\left[{\frac {a_{1}}{d}}+(n-1)\right]} |
|                                        | {\displaystyle =d^{n}{\left({\frac {a_{1}}{d}}\right)}^{\overline {n}}}                                                                                         |
|                                        | {\displaystyle =d^{n}{\frac {\Gamma \left(a_{1}/d+n\right)}{\Gamma \left(a_{1}/d\right)}},}                                                                     |

trong đó {\displaystyle x^{\overline {n}}} là ký hiệu của giai thừa trên (tiếng Anh: upper factorial)
{\displaystyle x^{\overline {n}}=x(x+1)(x+2)\cdots (x+n-1)={\frac {(x+n-1)!}{(x-1)!}}}
Đây là tổng quát hoá từ tích {\displaystyle 1\times 2\times \ldots \times n} được ký hiệu là {\displaystyle n!} tới tích của
{\displaystyle m\times (m+1)\times \ldots \times (n-1)\times n\,\!}
với các số nguyên dương {\displaystyle m} và {\displaystyle n} cho bởi công thức
{\displaystyle {\frac {n!}{(m-1)!}}}
Còn {\displaystyle \Gamma } là ký hiệu của Hàm gamma.
{\displaystyle \Gamma (z)=\int _{0}^{\infty }t^{z-1}\,e^{-t}\,dt}
(Công thức này không bao gồm trường hợp {\displaystyle {\frac {a_{1}}{d}}} là số âm hoặc không).